# David Martin
David Martin (n. 26 august 1954) este un om politic britanic, membru al Parlamentului European în perioadele 1984-1989, 1989-1994, 1994-1999, 1999-2004 și 2004-2009 din partea Regatului Unit.
1. ↑  „David Martin”, Gemeinsame Normdatei, accesat în 26 aprilie 2014
2. ↑  „David Martin”, Gemeinsame Normdatei, accesat în 11 decembrie 2014